# Teddy Bridgewater
Theodore Edmond "Teddy" Bridgewater, född 10 november 1992 i Miami i Florida, är en amerikansk utövare av amerikansk fotboll (quarterback). Han spelar sedan 2023 för Detroit Lions i NFL. Han spelade 2014–2017 för Minnesota Vikings, 2018–2019 för New Orleans Saints, 2020 för Carolina Panthers, 2021 för Denver Broncos och 2022 för Miami Dolphins.
Bridgewater spelade collegefotboll vid University of Louisville. Han draftades 2014 i första omgången av Minnesota Vikings.